# Nisís Revythoúsa
Nisís Revythoúsa (Revythousa Island) är en ö i Grekland.   Den ligger i prefekturen Nomós Attikís och regionen Attika, i den sydöstra delen av landet, 28 km väster om huvudstaden Aten. Arean är 0,30 kvadratkilometer.
Terrängen på Nisís Revythoúsa är platt. Öns högsta punkt är 34 meter över havet. Den sträcker sig 0,5 kilometer i nord-sydlig riktning, och 0,9 kilometer i öst-västlig riktning.